# Gravina di Catania
Gravina di Catania é uma comuna italiana da região da Sicília, província de Catania, com cerca de 27.312 habitantes. Estende-se por uma área de 5 km², tendo uma densidade populacional de 5462 hab/km². Faz fronteira com Catania, Mascalucia, Sant'Agata li Battiati, Tremestieri Etneo.

## Demografia
| Variação demográfica do município entre 1861 e 2011                               |
|                                                                                   |
| Fonte: Istituto Nazionale di Statistica (ISTAT) - Elaboração gráfica da Wikipedia |